# Сайх-Равл – Салала
Сайх-Равл – Салала – трубопровідний коридор для постачання газу з центрального регіону Оману на південь країни.
На початку 2000-х в Омані розпочали розвивати одразу дві потужні індустріальні зони на півночі та півдні країни, для чого задіяли наявні в центральній частині країни великі запаси природного газу та проклали від газопереробного заводу Сайх-Равл трубопроводи Сайх-Равл – Сухар і Сайх-Равл – Салала. Останній прямує у південному напрямку до провінції Дофар та має довжину 700 км, діаметр труб  600 мм та робочий тиск 9 МПа. Будівництво завершили у 2002 році, а першим великим споживачем стала ТЕС Салала. В подальшому до неї приєднались нафтохімічний завод (2008) та виробництво метанолу (2010).
Ще одним великим споживачем став проект по вилученню важкої нафти в районі Мухаїзна, що здійснюється під операторством американської компанії Occidental Petroleum та передбачає розігрів покладів за допомогою пари (також одним зі споживачів газу є розташована на родовищі ТЕС Мухаїзна). З 2000-го на це родовище через перемичку довжиною 31 км з діаметром 150 мм вже подавали блакитне паливо із системи South Oman Gas Line (SOGL, обслуговує внутрішні потреби національної нафтової компанії Petroleum Development Oman). Втім, проект Occidental Petroleum потребував значно більшої кількості енергії, тому в 2008-му до Мухаїзни проклали ще одну перемичку, на цей раз від магістрального газопроводу Сайх-Равл – Салала. Вона починається від Садад та при тій же довжині 31 км має діаметр 450 мм (стару ділянку діаметром 150 мм також передали від SOGL до Occidental Petroleum). А у 2009-му між Сайх-Равл та Садад проклали другу нитку південного трубопровідного коридору довжиною 252 км та діаметром навіть більше ніж в першої – 800 мм.
Для забезпечення роботи системи Сайх-Равл – Салала посередині маршруту в 2012 році запустили компресорну станцію Німр.
В 2022-му році поданий по трубопроводу ресурс став проходити переробку на газопереробний завод у Салалі.